# Zuzana Vejvodová

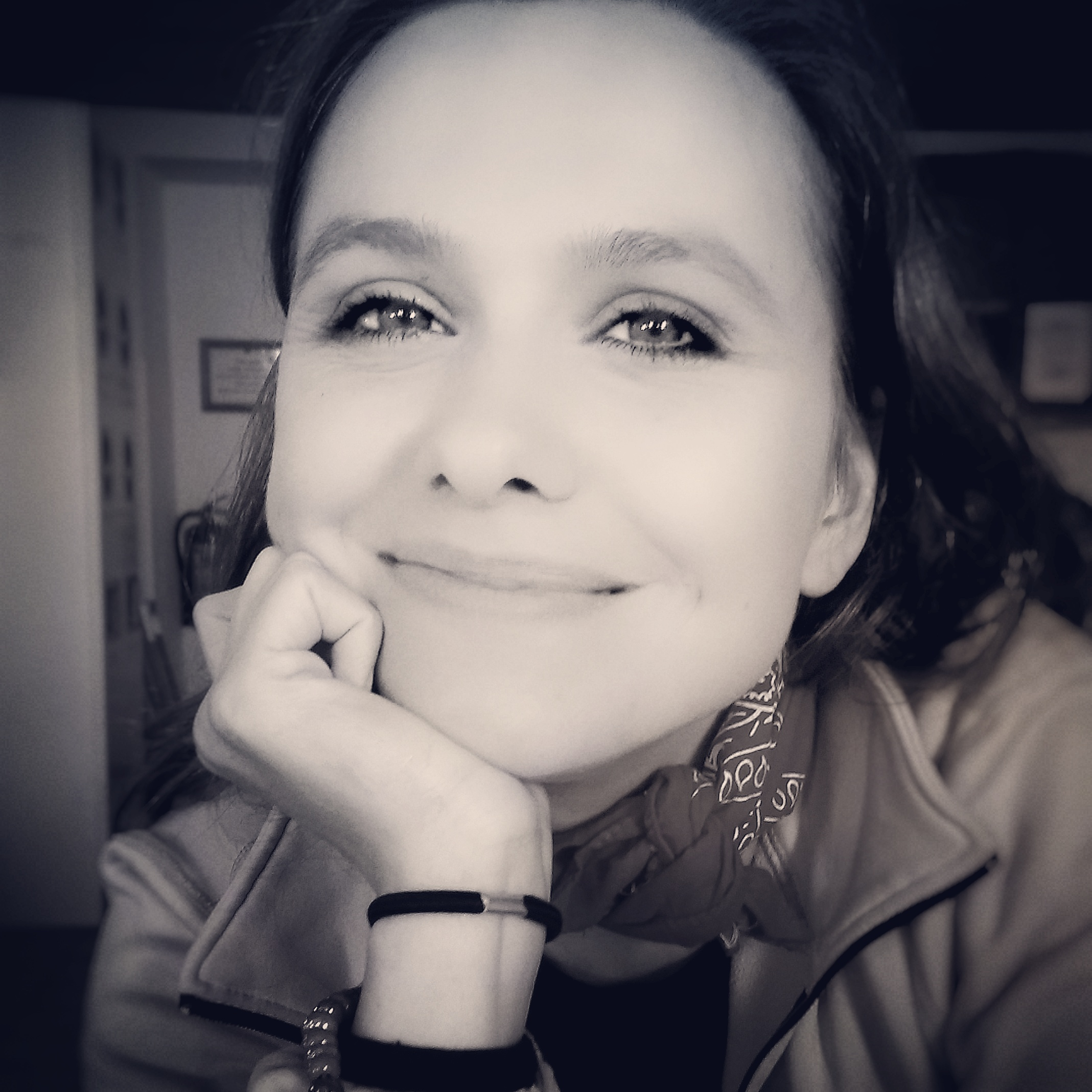
Zuzana Vejvodová

Zuzana Vejvodová (* 19. September 1980 in Prag) ist eine tschechische Schauspielerin und Enkelin des Komponisten Jaromír Vejvoda.

## Leben
Nach ihrem Studium am Prager Konservatorium gastierte Vejvodová im Divadlo na Vinohradech und Divadlo Na Fidlovačce. Nachdem sie in das Ensemble am Divadlo Na Fidlovačce aufgenommen worden war, spielte sie dort in vielen Hauptrollen – unter anderem die Titelrolle in der Operette Mamsell Nitouche, eine dreifache Rolle als Nele, Betkina und Anna in Thyl Ulenspiegel, die Braut Agáta in Die Heirat, Rosalind in Wie es euch gefällt, Jacie Triplethree in Comic Potential von Ayckbourn und die Hauptrolle im amerikanischen Musical Thoroughly Modern Millie.
2003 bekam Zuzana Vejvodová eine Hauptrolle im Musical Die Rebellen am Divadlo Broadway Praha. Ein Jahr später wurde sie in einem öffentlichen Bewerbungsverfahren für Rolle der Julia in der Tragödie Romeo und Julia bei den Sommer-Shakespeare-Festspielen auf der Prager Burg ausgewählt. 2005 spielte sie die Viola in Was ihr wollt und 2006 Desdemona in Othello.
In Deutschland ist sie unter anderem als Leonie in der Kinderserie Das Geheimnis der weißen Hirsche bekannt, in der sie als Zehnjährige eine Hauptrolle bekam. Sie spielte außerdem in vielen Serien, Märchen und TV-Filmen mit, die in der Mehrzahl vom Tschechischen Fernsehen produziert wurden.

## Filmografie
- 1991: Das Geheimnis der weißen Hirsche (Území bílých králů, Fernsehsiebenteiler)
- 2008: Taco und Kaninchen (Fernsehzweiteiler)
- 2009–2015: Ulice (Fernsehserie, 149 Folgen)
- 2015: Der Fotograf (Fotograf)